# 马福兴

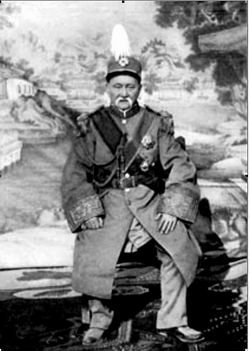
馬福興在喀什噶爾任上照片

马福兴（1866年—1924年6月2日）字申之，云南省建水县人，中華民國大陸時期回族军事将领。伊斯兰教老教首领。

## 生平
马福兴自幼喜武。光绪十七年（1891年）中武举。光绪二十一年（1895年），在云南任都司。庚子事变，马福兴奉命到西安护驾。随后被派到河南担任参将。马福兴的元配称“云南夫人”，在河南时马福兴又娶“河南夫人”并生长子马继武。后来，马福兴调往浙江任职，娶“浙江夫人”，生下儿子马继云。光绪二十七年（1901年），马福兴因获罪而自浙江发配新疆。光绪三十一年（1905年）获得赦免，被安置在迪化城北的三个泉子（即吉泉子，民国时期属乾德县，今属米泉县），以农耕为业，并继娶“兰州夫人”。
宣统三年十二月（1912年1月前后），为了因应辛亥革命爆发后的新疆军事形势，清朝甘肃新疆巡抚袁大化招募回队，杨增新任回队统领，马福兴任帮统兼管带。杨增新利用回队镇压了哥老会。日后，杨增新、马福兴、刘长炳还结拜为兄弟，名为“桃园三结义”。民国2年（1913年），马福兴任玛纳斯副将，获授陆军少将。马福兴在三个泉子建造了大公馆，占地六亩余，还占良田1000多亩。后来，马福兴还在迪化、喀什置办房地产。
民国2年（1913年），马福兴率20多个营进驻喀什，迫使提督杨缵绪弃职逃跑，哥老会领袖边永福、魏得喜也被迫离开喀什。民国4年（1915年），马福兴晋授陆军中将，同年12月25日获授喀什提督。1916年，马福兴的儿子马继武出任协台。
民国6年（1917年），杨增新派弟弟杨增炳率10个营兵力进驻喀什，以牵制马福兴、马继武父子。但杨增炳因性格懦弱而被马氏父子挤走，喀什又为马氏父子独掌。民国7年（1918年）3月31日，马福兴晋授陆军上将。在喀什，马福兴占草场114015亩，耕地4000多亩，此外还占有菜地、果园等等。马福兴在喀什建了别墅，有妻妾17人，还有许多佣人、使女。马福兴让自己的女儿担任卫队营长。马福兴对民众施行断指、挑筋等刑罚，还同英国来往，以“帕夏”自居。马福兴派浙江夫人到北京疏通，通过曹锟的四夫人和曹锟联系，使马福兴于1924年2月9日获授将军府舒威将军，进而企图取代杨增新主掌新疆大权。

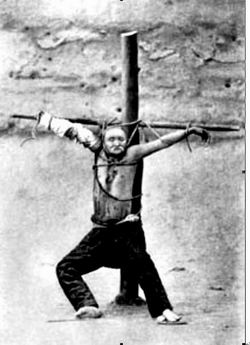
马福兴被枪杀后绑于十字架上

民国13年（1924年）6月2日，杨增新指使伊斯兰教新教首领马绍武（字世英）率步骑12营，突袭喀什，将马福兴枪杀于喀什城北门。同时马继武在冲突中也被打死。
民国十四年（1925年）河南夫人带着马继武的儿子马良，回到乾德县三个泉子的马福兴大公馆居住。民国十五年（1926年），兰州夫人带着马继云迁居迪化，在迪化居住三年后也搬到三个泉子的大公馆居住。马福兴还有一个儿子马继发，是马福兴与维吾尔族使女所生。